# Tila
Tila è un comune del Messico, situato nello stato di Chiapas.